# Jiří Niederle
Jiří Niederle (3. května 1939 Praha – 22. srpna 2010 ?) byl český fyzik, vedoucí vědecký pracovník Fyzikálního ústavu AV ČR. Věnoval se matematické fyzice a fyzice částic. Podílel se na zapojení českých vědců do projektu CERN v Ženevě.
Byl synem chirurga Bohuslava Niederleho a vnukem chirurga Bohuslava Niederleho, s manželkou Jindrou (rozenou Stárkovou) měl syna Jiřího a dceru Jindru.

## Členství ve vědeckých společnostech a komisích
- člen Vědecké rady ČVUT, FzÚ AV ČR, FJFI ČVUT a Oborové rady fyzika na MFF UK
- člen redakčních rad 4 mezinárodních a 3 domácích časopisů
- zakládající člen Int. Assoc. Math. Physics a Euroscience Association
- volený člen Rady Evropské fyzikální společnosti (1981–1984)
- člen Výboru matematické fyziky IUPAP (1987–1993)
- člen Výboru JČSMF (opakovaně)
- člen Výboru pro fyziku vysokých energií Evropské fyzikální společnosti (1992–1997)
- člen Komise pro státní závěrečné zkoušky na MFF UK (1992–2010)
- člen komisí pro obhajoby PhD. i DrSc. na MFF UK (1992–2010)
- člen Rady CERN (od 1992; její viceprezident 1995–1998)
- člen Podvýboru pro vědu a vzdělávání Parlamentu ČR (1997–1999)

## Vědecké pocty
- 1975 – medaile College de France
- 1982 – Cena Prezidia ČSAV
- 1984 – zasloužilý člen JČSMF, medaile za vynikající odborné výsledky Fyzikální vědecké sekce JČSMF
- 1991 – Cena AV ČR (za popularizaci)
- 1993 – zvolen členem Academia Europaea
- 1995 – čestný člen „Fondazione Int. Trieste per il Progresso e la Liberta delle Scienze“
- 1997 – držitel „Plaque of the National Science Council of the Republic of China“
- 1997 – čestná medaile AV ČR „De Scientia et Humanitate Optime Meritis“
- 1999 – čestný člen JČMF,[2] medaile JČMF „Za zásluhy o rozvoj matematiky a fyziky“